# Boleslav II. Malý
Boleslav II. Malý často také Bolko II. (1312 – 28. července 1368, Svídnice) byl svídnicko-javorský kníže z dynastie slezských Piastovců, manžel Anežky, dcery rakouského vévody Leopolda I.

## Životopis
Bolko II. byl nejstarším synem javorského knížete Bernarda Svídnického a jeho manželky Kunhuty Lokýtkovny, dcery polského krále Vladislava Lokýtka. Stejně jako jeho královský děd Vladislav, také Bolko byl vzrůstem nevysoký - jako už naznačuje jeho přídomek.
Jako mladý jinoch bojoval na straně císaře Ludvíka IV. Bavora v bitvě u Pavie. Knížetem se Bolko stal v roce 1326 po smrti svého otce. Protože mu bylo teprve čtrnáct let, zpočátku se o vládu dělil se svými dvěma strýci Boleslavem Minsterberským a Jindřichem Javorským, stejně jako se svou matkou. Vlády se plně chopil v roce 1328. Po smrti strýce Jindřicha získal Javorsko a dostal se tak mezi nejmocnější šlechtu v kraji a jeho knížectví se stalo nejbohatším v celém Slezsku.
V roce 1338 se oženil s Anežkou Habsburskou, dcerou rakouského vévody Leopolda I.
Boleslav vzdoroval mocenskému pronikání českého krále Jana Lucemburského do Slezska, s Lucemburky se ale sblížil formou provdání své neteře Anny za českého krále Karla roku 1353. Tím byl dokončen obrat k Lucemburkům nepřátelského knížete na jejich spojence. Bolkovi se podařilo do konce svého života zůstat suverénním panovníkem. Roku 1356 se i polský král Kazimír III. Veliký zřekl práv na svídnicko-javorské knížectví. V roce 1361 odkoupil od těšínského knížete Přemysla Nošáka Seveřsko a od svého českého zetě získal do doživotní zástavy polovinu Hlohovska se Stínavskem.
Vzrůstem malý kníže zřejmě zemřel bez dědice 28. července 1368, pochován je v cisterciáckém klášteře v Křešově, nedaleko českých hranic. Správkyní knížectví se stala jeho manželka Anežka.